# William de Ros († um 1264)
Sir William de Ros, Lord of Helmsley († um 1264) war ein englischer Adliger.

## Leben
William de Ros war der älteste Sohn von Robert de Ros und von Isabella, einer unehelichen Tochter des schottischen Königs Wilhelm I. Sein Vater besaß umfangreiche Besitzungen in Nordengland und gehörte während des Ersten Kriegs der Barone zu den erbittertsten Gegnern des englischen Königs Johann Ohneland. Auch William kämpfte auf der Seite der Rebellen gegen den König, bis er im Mai 1217 in der Schlacht von Lincoln gefangen genommen wurde. Er blieb bis zum Ende des Krieges in Gefangenschaft und kam erst nach dem Frieden von Lambeth im September 1217 wieder frei. Sein Vater trat vermutlich um 1226 in ein Kloster ein und starb wenig später. Im Dezember 1226 huldigte William König Heinrich III. für seinen Erbteil, zu dem Helmsley gehörte, während sein jüngerer Bruder Robert Wark in Northumberland erbte. 1235 gehörte er dem Parlament an. 1242 nahm er am Feldzug von Heinrich III. in die Saintonge teil, doch wegen seiner begrenzten Mittel musste er in Frankreich seine Teilnahme am Feldzug abbrechen und vorzeitig nach England zurückkehren.
William heiratete Lucy FitzPiers, eine Tochter von Piers FitzHerbert, einem Adligen aus Breconshire. Mit ihr hatte er mehrere Kinder, darunter:
- Robert de Ros († um 1285)
- William de Ros († 1310)
- Piers de Ros

In seiner Burg Helmsley Castle errichtete er eine neue Kapelle, die 1246 geweiht wurde. Er wurde in der Kirche des Priorats von Kirkham in Yorkshire begraben.